# L'École des femmes (film, 1940)
Pour les articles homonymes, voir L'École des femmes (homonymie).
Pour plus de détails, voir Fiche technique et Distribution.
L'École des femmes est un film français inachevé de Max Ophüls dont le tournage débuta en 1940.
Adaptation de la pièce homonyme de Molière, le film, dont le tournage avait débuté en Suisse (où s'était replié Louis Jouvet après l'invasion de la France par l'Allemagne nazie) fut rapidement interrompu sans doute à cause des désaccords qui avaient surgi entre Jouvet, d’une part, Ophüls et Madeleine Ozeray, d’autre part. Les scènes tournées, plus nombreuses qu’il n’a été dit (entre 20 et 25 % du film), semblent avoir totalement disparu.

## Fiche technique
- Scénario : d'après la pièce de Molière L'École des femmes
- Adaptation : Max Ophüls, Louis Jouvet et Jean Kiehl
- Assistant réalisateur : Fred Surville, Paul Lambert, Pierre de Hérain
- Décors : Christian Bérard
- Ensemblier : Camille Demangeat, Léon Deguillova
- Costumes : Germaine Périer, Christian Bérard
- Photographie : Michel Kelber, Gérard Perrin, assistés d'Adrien Porchet
- Montage : Pierre de Hérain
- Son : Joseph de Bretagne, Bruno Muller, assistés de Fritz Obitseh
- Maquillage : Hagop Arakelian, assisté de Achile Raymond
- Musique : Vittorio Rieti
- Script-girl : Monique de Gastyne
- Régie générale : René Besson, René Dalton
- Administration : Marcel Karsenty
- Chef de production : Pierre Cailler, Jean-Mario Bertschy, François Martalet, O.W Seeberger, Paul Elter, Giuseppe Pizzera
- Directeur de production : Paul Madeux
- Secrétaire de production : Charlotte Delbo
- Production : T.E.M. (Terre et Mer), Films S.A, Neuchâtel
- Format : Pellicule 35 mm, noir et blanc

## Distribution
- Louis Jouvet : Arnolphe
- Madeleine Ozeray : Agnès
- Raymone alias Raymonde Cendrars-Sauser : Georgette
- Romain Bouquet : Alain
- Maurice Castel : Chrysalde
- Régis Outin : Horace
- Alexandre Rignault : Oronte
- André Moreau : Enrique
- René Besson : Le clerc

et la troupe de l’Athénée